# Coalition Montréal
Coalition Montréal (officiellement Coalition Montréal - Marcel Côté jusqu'en 2014) est un parti politique municipal de la ville de Montréal au Québec, au Canada. Son chef Marvin Rotrand est le seul élu représentant le parti au Conseil municipal de Montréal.

## Historique
Coalition Montréal a été fondé en 2013 pour soutenir la candidature de Marcel Côté à l'élection municipale de 2013 à la mairie de Montréal. Initialement prévu pour fusionner avec le parti Vision Montréal, Coalition Montréal a finalement présenté seul des candidats lors de l'élection. Plusieurs d'entre eux étaient issus de Vision Montréal.
À l'élection de 2013, le parti n'a réussi à faire élire que 6 conseillers au Conseil municipal de Montréal. Le candidat à la mairie Marcel Côté a terminé en quatrième position avec 12,8 % des voix.
À la suite du décès de Marcel Côté en mai 2014, le maire de l'arrondissement Le Sud-Ouest, Benoit Dorais lui a succédé.

## Conseillers
Une personne siège au Conseil municipal de Montréal sous la bannière de Coalition Montréal :
- Marvin Rotrand, conseiller de ville dans le district de Snowdon (Côte-des-Neiges–Notre-Dame-de-Grâce)

## Résultats électoraux
|         |  |
| 12,79 % |  |
|         |  |

|        |         |
| 6 / 64 | (9,4 %) |
|        |         |

|        |  |
| 1,26 % |  |
|        |  |

|        |         |
| 1 / 64 | (1,6 %) |
|        |         |

## Référence
1. ↑  Pierre-André Normandin, « Tensions au sein de l'alliance Harel-Côté », La Presse, 21 août 2013. Consulté le 23 septembre 2013.
2. ↑  Magalie Chauvin, « Benoît Dorais nouveau chef de Coalition Montréal », 16 juin 2014 (consulté le 5 septembre 2014).
3. ↑  Jean Fortier a annoncé son retrait de la course et a appuyé Valérie Plante.